# ابراهیم ریگی
ابراهیم ریگی، پزشک زاهدانی، یکی از بازداشت‌شدگان اعتراضات مهر ماه زاهدان که ۱۱ دی ماه با وثیقه آزاد شده بود، روز چهارشنبه سوم اسفند به دست مأموران کلانتری ۱۲ زاهدان بازداشت شده و بر اثر ضرب و جرح شدید در کلانتری جان باخته است.
وی به معترضان زخمی کمک می‌کرد.